# 49. ceremonia wręczenia Cezarów
49. ceremonia wręczenia francuskich nagród filmowych Cezarów za rok 2023 odbyła się 23 lutego 2024 roku w sali koncertowej Olympia.
Nominacje do tej edycji nagród zostały ogłoszone 24 stycznia 2024 roku.
Prowadzących galę w tym roku było trzynastu.
Najwięcej nagród zdobył film Anatomia upadku.

## Laureaci i nominowani

### Najlepszy film
Producenci − Film
- Marie-Ange Luciani i David Thion – Anatomia upadku
  - Hugo Sélignac i Alain Attal – Zawsze będę widzieć wasze twarze
  - Pierre Guyard – Królestwo zwierząt
  - Benjamin Elalouf – Le procès Goldman
  - Anaïs Bertrand – Chien de la casse

### Najlepszy film zagraniczny
Reżyser − Film • Kraj produkcji
- Monia Chokri – Natura miłości (Kanada / Francja)
  - Aki Kaurismäki – Opadające liście (Finlandia / Niemcy)
  - Marco Bellocchio – Porwany (Włochy)
  - Christopher Nolan – Oppenheimer (Stany Zjednoczone / Wielka Brytania)
  - Wim Wenders – Perfect Days (Japonia / Niemcy)

### Najlepszy film debiutancki
- Chien de la casse – producent - Anaïs Bertrand; reżyseria - Jean-Baptiste Durand
  - Bernadette – producent - Fabrice Goldstein i Antoine Rein; reżyseria - Léa Domenach
  - Le Ravissement – producenci - Alice Bloch i Thierry de Clermont Tonnerre; reżyseria - Iris Kaltenbäck
  - Robactwo – producent - Harry Tordjman; reżyseria - Sebastien Vanicek
  - Vincent musi umrzeć – producent - Claire Bonnefoy i Thierry Lounas; reżyseria - Stéphan Castang

### Najlepszy reżyser
- Justine Triet – Anatomia upadku
  - Jeanne Herry – Zawsze będę widzieć wasze twarze
  - Thomas Cailley – Królestwo zwierząt
  - Cédric Kahn – Chien de la casse
  - Catherine Breillat – Ostatnie lato

### Najlepszy scenariusz oryginalny
- Anatomia upadku – Justine Triet i Arthur Harari
  - Zawsze będę widzieć wasze twarze – Jeanne Herry
  - Królestwo zwierząt – Thomas Cailley i Pauline Munier
  - Le procès Goldman – Cédric Kahn i Nathalie Hertzberg
  - Chien de la casse – Jean-Baptiste Durand

### Najlepszy scenariusz adaptowany
- Tylko nas dwoje – Valérie Donzelli i Audrey Diwan
  - Le Consentement – Vanessa Filho
  - Ostatnie lato – Catherine Breillat

### Najlepszy aktor
- Arieh Worthalter – Le procès Goldman jako Pierre Goldman
  - Romain Duris – Królestwo zwierząt jako François
  - Benjamin Lavernhe – L'abbé Pierre – Une vie de combats jako Abbé Pierre
  - Melvil Poupaud – Tylko nas dwoje jako Grégoire
  - Raphaël Quenard – Yannick jako Yannick

### Najlepsza aktorka
- Sandra Hüller – Anatomia upadku jako Sandra Voyter
  - Marion Cotillard – Little Girl Blue jako Carole Achache
  - Léa Drucker – Ostatnie lato jako Anne
  - Virginie Efira – Tylko nas dwoje jako Blanche
  - Hafsia Herzi – Le Ravissement jako Lydia

### Najlepszy aktor w roli drugoplanowej
- Swann Arlaud – Anatomia upadku jako Vincent Renzi
  - Anthony Bajon – Chien de la casse jako Dog
  - Arthur Harari – Le procès Goldman jako Georges Kiejman
  - Pio Marmaï – Yannick jako Paul Rivière
  - Antoine Reinartz – Anatomia upadku jako The Prosecutor

### Najlepsza aktorka w roli drugoplanowej
- Adèle Exarchopoulos – Zawsze będę widzieć wasze twarze jako Chloé Delarme
  - Leïla Bekhti – Zawsze będę widzieć wasze twarze jako Nawelle
  - Galatea Bellugi – Chien de la casse jako Elsa
  - Élodie Bouchez – Zawsze będę widzieć wasze twarze jako Judith
  - Miou-Miou – Zawsze będę widzieć wasze twarze jako Sabine

### Nadzieja kina (aktor)
- Raphaël Quenard – Chien de la casse jako Mirales
  - Julien Frison – Le théorème de Marguerite jako Lucas Savelli
  - Paul Kircher – Królestwo zwierząt jako Émile
  - Samuel Kircher – Ostatnie lato jako Théo
  - Milo Machado-Graner – Anatomia upadku jako Daniel Maleski

### Nadzieja kina (aktorka)
- Ella Rumpf – Le théorème de Marguerite jako Marguerite Hoffmann
  - Céleste Brunnquell – La fille de son père jako Rosa Gravier
  - Kim Higelin – Le Consentement jako Vanessa Springora
  - Suzanne Jouannet – La voie royale jako Sophie Vasseur
  - Rebecca Marder – De grandes espérances jako Madeleine Pastor

### Najlepsza muzyka
- Królestwo zwierząt – Andrea Laszlo De Simone
  - Disco Boy – Vitalic
  - Chien de la casse – Delphine Malausséna
  - Tylko nas dwoje – Gabriel Yared
  - Trzej muszkieterowie: D’Artagnan i Trzej muszkieterowie: Milady – Guillaume Roussel

### Najlepsze zdjęcia
- Królestwo zwierząt – David Cailley
  - Anatomia upadku – Simon Beaufils
  - Le procès Goldman – Patrick Ghiringhelli
  - Bulion i inne namiętności – Jonathan Ricquebourg
  - Trzej Muszkieterowie: D’Artagnan i Trzej Muszkieterowie: Milady – Nicolas Bolduc

### Najlepszy montaż
- Anatomia upadku – Laurent Sénéchal
  - Zawsze będę widzieć wasze twarze – Francis Vesin
  - Królestwo zwierząt – Lilian Corbeille
  - Le procès Goldman – Yann Debet
  - Little Girl Blue – Valérie Loiseleux

### Najlepsza scenografia
- Trzej muszkieterowie: D’Artagnan i Trzej muszkieterowie: Milady – Stéphane Taillasson
  - Anatomia upadku – Emmanuelle Duplay
  - Królestwo zwierząt – Julia Lemaire
  - Kochanica króla Jeanne du Barry – Angelo Zamparutti
  - Bulion i inne namiętności – Toma Baquéni

### Najlepsze kostiumy
- Królestwo zwierząt – Ariane Daurat
  - Moja zbrodnia – Pascaline Chavanne
  - Kochanica króla Jeanne du Barry – Jürgen Doering
  - Bulion i inne namiętności – Tran Nu Yên Khé
  - Trzej muszkieterowie: D’Artagnan i Trzej muszkieterowie: Milady – Thierry Delettre

### Najlepszy dźwięk
- Królestwo zwierząt – Fabrice Osinski, Raphaël Sohier, Matthieu Fichet i Niels Barletta
  - Zawsze będę widzieć wasze twarze – Rémi Daru, Guadalupe Cassius, Loïc Prian i Marc Doisne
  - Anatomia upadku – Julien Sicart, Fanny Martin, Jeanne Delplancq i Olivier Goinard
  - Le procès Goldman – Erwann Kerzanet, Sylvain Malbrant i Olivier Guillaume
  - Trzej muszkieterowie: D’Artagnan i Trzej muszkieterowie: Milady – David Rit, Gwennolé Le Borgne, Olivier Touche, Cyril Holtz i Niels Barletta

### Najlepszy film animowany
- Kurczak dla Lindy! – Chiara Malta i Sébastien Laudenbach
  - Mars Express – Jérémie Périn
  - Zakaz wstępu dla psów i Włochów – Alain Unghetto

### Najlepszy film dokumentalny
- Cztery córki – Kaouther Ben Hania
  - Atlantic Bar – Fanny Molins
  - Little Girl Blue – Mona Achache
  - Notre corps – Claire Simon
  - Adamant – Nicolas Philibert

### Najlepszy krótkometrażowy film dokumentalny
- La mécanique des fluides – Gala Hernández López
  - L'Acteur, ou la surprenante vertu de l'incompréhension – Hugo David i Raphaël Quenard
  - L'Effet de mis rides – Claude Delafosse

### Najlepszy film krótkometrażowy
- L'attente – Alice Douard
  - Bolero – Nans Laborde-Jourdàa
  - Rapide – Paul Rigoux
  - Les silencieux – Basile Vuillemin

### Najlepszy animowany film krótkometrażowy
- Été 96 – Mathilde Bédouet
  - Drôles d'oiseaux – Charlie Belin
  - La forêt de mademoiselle Tang – Denis Do

### Najlepsze efekty specjalne
- Królestwo zwierząt – Cyrille Bonjean, Bruno Sommier i Jean-Louis Autret
  - Acide – Thomas Duval
  - Zaczarowana góra – Lise Fischer i Cédric Fayolle
  - Trzej muszkieterowie: D’Artagnan i Trzej muszkieterowie: Milady – Olivier Cauwet
  - Robactwo – Léo Ewald